# جون فوري (لاعب كرة قدم)
جون فوري (بالإنجليزية: John Furie)‏ هو لاعب كرة قدم بريطاني في مركز الدفاع، ولد في 13 مايو 1948 في هامرسميث في المملكة المتحدة. لعب مع نادي واتفورد.